# U-238
U-238 — средняя немецкая подводная лодка типа VIIC времён Второй мировой войны.

## История
Заказ на постройку субмарины был отдан 20 января 1941 года. Лодка была заложена 21 апреля 1942 года на верфи «Германиаверфт» в Киле под строительным номером 668, спущена на воду 7 января 1943 года. Лодка вошла в строй 20 февраля 1943 года под командованием оберлейтенанта Хорста Нерра.

### Флотилии
- 20 февраля 1943 года — 31 июля 1943 года — 5-я флотилия (учебная)
- 1 августа 1943 года — 9 февраля 1944 года — 1-я флотилия

### История службы
Лодка совершила 3 боевых похода. Потопила 4 судна суммарным водоизмещением 23 048 брт, повредила одно судно водоизмещением 7 176 брт. Потоплена 9 февраля 1944 года в Северной Атлантике к юго-западу от Ирландии, в районе с координатами 49°45′ с. ш. 16°07′ з. д. глубинными бомбами с британских шлюпов HMS Kite, HMS Magpie и HMS Starling. 50 погибших (весь экипаж).

### Волчьи стаи
U-238 входила в состав следующих «волчьих стай»:
- Leuthen 5 сентября 1943 года — 24 сентября 1943

### Атаки на лодку
- 30 ноября 1943 года лодка была атакована «Эвенджерами» с эскортного авианосца USS Bogue, два подводника были убиты, ещё пятеро — ранены.
- 10 декабря 1943 года британская подлодка совершила безуспешный трёхторпедный залп по U-238.